# Floyd I. Clarke

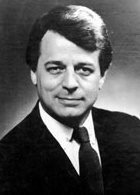
Floyd I. Clarke

Floyd I. Clarke (* 7. Januar 1942 in Phoenix, Arizona) ist ein ehemaliger US-amerikanischer Regierungsbeamter. Am 19. Juli 1993 wurde er zum Direktor des Federal Bureau of Investigation (FBI) ernannt. Sein Amt legte er etwa zwei Monate später am 1. September desselben Jahres nieder.
Clarke studierte Rechtswissenschaften an der George Washington University. Als Special Agent arbeitete er ab 1964 unter anderem in Birmingham, Boston und Philadelphia für das FBI. Später wurde er zum Special Agent in Charge befördert, ehe Clarke zum Direktor wurde.